# 火事場泥棒
火事場泥棒（かじばどろぼう）とは、火事や災害などにより混乱したり避難などで人々がいなくなったりした現場での窃盗または窃盗を働く者（泥棒）。転じて、人々が混乱している中で利益を得ること、または利益を得る者。

## 火事場泥棒の例
建物に放火し、窃盗を行うことは大なり小なり世界中で行われてきた。自爆テロでの被害者を助けると見せかけて窃盗を行うことも実際発生したことがある。

### 日本
日本でも、奈良時代に放火を戒める桓武天皇の勅令が記録されているほか、平安時代の書物にも火事場泥棒の記録が見られる。江戸時代には江戸市中で頻発した大火の際に、混乱に乗じた火事場泥棒が跋扈し、住居への延焼は免れても泥棒により財産を失うケースが見られた。このため住民は、火事の際には大八車に全財産を乗せて避難するようになり、延焼拡大の一因にもなっている。
現代では、雲仙普賢岳噴火災害、三宅島噴火災害や福島第一原子力発電所事故などで避難指示が発せられた地域または住民が自主的に避難所へ移った家屋で空き巣行為が見られた。無人となった家屋は居住者にでくわす可能性が低く、特に玄関や窓が壊れていると侵入しやすくなる。
新潟県中越地震の際には、旧山古志村の郵便局の現金自動預け払い機（ATM）が破壊された（現金は無事）例がある。東日本大震災関連の犯罪・問題行為でも、コンビニエンスストアに設置されているコンビニATMが破壊され、カセットに収納されていた紙幣が盗まれた事件が起きている。

#### 対策
地元駐在または応援のため他地域から派遣された警察官は、生存者の救助・捜索などに加えて、火事場泥棒の警戒・摘発にも当たる（2024年の能登半島地震など）。